# Sean Patrick O'Malley
Sean Patrick O'Malley, O.F.M.Cap. • ComIH • GCIH (Lakewood, 29 de junho de 1944) é um cardeal norte-americano da Igreja Católica que atualmente é arcebispo emérito de Boston. O'Malley é membro da Ordem dos Frades Menores Capuchinhos, comumente conhecido como Capuchinhos.
O'Malley foi elevado ao cardinalato em 2006. Ele foi considerado um Papabile candidato para suceder o Papa Bento XVI, que renunciou em 28 de fevereiro de 2013, até o Papa Francisco ser escolhido em 13 de março de 2013. . Em 13 de abril de 2013, Francisco nomeou O'Malley como um dos oito cardeais do Conselho de Cardeais assessores para ajudar o Papa a governar a Igreja Católica e a reformar sua administração central. Desde 22 de março de 2014,  O'Malley atuava como Presidente da Pontifícia Comissão para a Tutela dos Menores. Em 14 de janeiro de 2017, Francisco nomeou O'Malley para a Congregação para a Doutrina da Fé.

## Biografia

### Início da vida, educação e ordenação
Seán Patrick O'Malley nasceu como Patrick O'Malley em 29 de junho de 1944, em Lakewood, Ohio, filho de Theodore e Mary Louise (nascida Reidy) O'Malley. Ambos os pais eram descendentes de irlandeses. O'Malley, sua irmã e seu irmão mais velho cresceram em South Hills, em Pittsburgh, e em Reading, na Pensilvânia. Aos 12 anos, ingressou no Seminário Menor de St. Fidelis em Herman, um internato para estudantes que estavam pensando em ingressar na ordem franciscana. Enquanto estava lá, além de estudar as matérias normais do ensino médio, ele também estudou espanhol, português, grego, alemão e hebraico, além de atuar no teatro.
Depois de se formar em St. Fidelis, ele frequentou o Capuchin College em Washington, D.C., e a Universidade Católica da América, onde agora é membro do Conselho de Administração.
Em 14 de julho de 1965, aos 21 anos, O'Malley proferiu seus votos na Ordem dos Frades Menores Capuchinhos e adotou o nome Seán em homenagem a São João Apóstolo. Depois de ordenado diácono, passou um breve período na Ilha de Páscoa, no Chile. Ele foi ordenado um sacerdote em 29 de agosto de 1970, aos 26 anos, pelo bispo John Bernard McDowell, um bispo auxiliar da Diocese de Pittsburgh.
Após a ordenação, formou-se na Universidade Católica da América com mestrado em educação religiosa e doutorado em literatura espanhola e portuguesa.

### Professor e pastor
O'Malley atuou como professor na Universidade Católica de 1969 a 1973.
Em 1973, ele foi convidado a ministrar aos latinos que moravam na área de Washington, DC, no Centro Católico Espanhol. O Centro foi fundado em 1967 pela Arquidiocese de Washington e era originalmente chefiado por missionários espanhóis Rutílio e irmã Ana María. É uma organização que prestou ajuda educacional, médica e jurídica aos imigrantes. Ele abriu uma livraria espanhola e fundou o El Pregonero, o primeiro jornal espanhol na área de DC.
Em 1978, o cardeal William Wakefield Baum o nomeou vigário episcopal para as comunidades portuguesa, hispânica e haitiana, e tornou-se diretor executivo do Gabinete Arquidiocesano do Ministério Social. Ele também foi nomeado cavaleiro comandante da Ordem do Infante D. Henrique por Portugal em 1985 por seu serviço ao povo português. Ele faz suas orações diárias em espanhol.

### Bispo de Saint Thomas, Ilhas Virgens Americanas
O'Malley foi nomeado bispo-coadjutor da Diocese de Saint Thomas em 30 de maio de 1984 pelo Papa João Paulo II. Ele recebeu sua consagração episcopal no dia 2 de agosto pelo bispo Edward John Harper, com o arcebispo de Washington James Aloysius Hickey e o bispo-auxiliar de Washington Eugene Antonio Marino servindo como co-consagradores.
Ele serviu como coadjutor por um ano e depois sucedeu Harper como bispo de Saint Thomas em 16 de outubro de 1985, após a renúncia de Harper. Enquanto estava nas Ilhas Virgens, ele trabalhou com os sem-teto e abriu um lar para pessoas com AIDS. Foi nomeado capelão honorário da Ordem Militar Soberana de Malta em 1991.

### Bispo de Fall River, Massachusetts
Em 16 de junho de 1992, O'Malley foi escolhido para chefiar a Diocese de Fall River. Ele foi instalado em 11 de agosto de 1992. Como bispo, O'Malley tentou primeiro resolver o escândalo de abuso sexual na diocese de Fall River.

### Bispo de Palm Beach, Flórida
Na Diocese de Palm Beach (2002-2003), o bispo O'Malley também tentou superar o escândalo de abuso no país. Ele também trabalhou em estreita colaboração com a população portuguesa e hispânica, que compõe uma grande porcentagem de católicos nos Estados Unidos.
Em 1998, João Paulo II nomeou O'Malley para a Assembleia Especial para a Oceania do Sínodo dos Bispos .

### Arcebispo de Boston

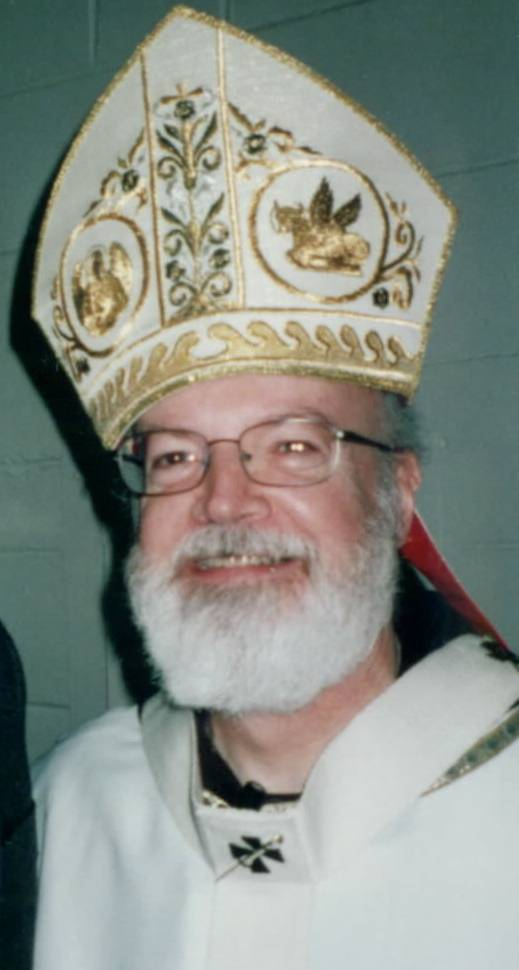
Arcebispo O'Malley, 2004

Conhecido como "fixador" em várias dioceses católicas romanas atormentadas por escândalos de abuso sexual, ele se tornou o arcebispo de Boston em 2003, sucedendo ao cardeal Bernard Francis Law, que havia renunciado após ser revelado o seu encobrimento de casos de abusos sexuais por padres católicos.
Teve sua renúncia aceita do governo diocesano em 5 de agosto de 2024.

### Cardeal
Em 22 de fevereiro de 2006, foi anunciada a sua criação como cardeal pelo Papa Bento XVI, no Consistório de 24 de março, em que recebeu o barrete vermelho e o título de cardeal-presbítero de Santa Maria da Vitória. Em maio seguinte, O'Malley foi nomeado membro da Congregação para o Clero e da Congregação para os Institutos de Vida Consagrada e Sociedades de Vida Apostólica na Cúria Romana. No final de setembro de 2009, tornou-se membro do Conselho Presidencial do Pontifício Conselho para a Família, no mesmo dia em que um casal americano e um professor de direito na Universidade de St. Thomas em St. Paul, Minnesota, foram nomeados como consultores.
Em 19 de setembro de 2006, O'Malley se tornou o primeiro cardeal com um blog pessoal. No Natal de 2006, ele começou a oferecer um podcast regular também. Ele vê os podcasts como "mais uma ferramenta [ele] que pode ser usada para alcançar os jovens de nossa Igreja que cada vez mais procuram a Internet para obter informações".

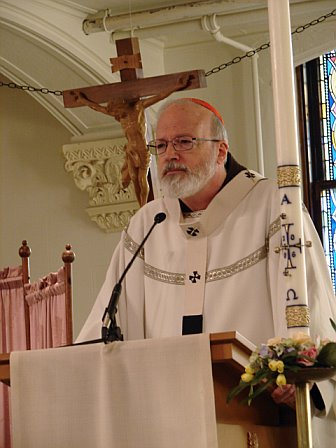
O'Malley fala com estudantes da Igreja Católica de St. Paul, lar da comunidade católica da Universidade de Harvard, em 2006

O'Malley participou do Conclave de 2013, que elegeu o Papa Francisco, e é elegível para participar de futuros conclaves papais realizados antes do seu 80º aniversário em 29 de junho de 2024. De setembro de 2011 até 5 de outubro de 2019, O'Malley foi o único membro capuchinho do Colégio de Cardeais, quando Fridolin Ambongo Besungu, arcebispo de Kinshasa, foi criado cardeal por Francisco.
Em 13 de abril de 2013, ele foi nomeado para um grupo de oito cardeais estabelecidos pelo Papa Francisco exatamente um mês após sua eleição, para aconselhá-lo e estudar um plano de revisão da Constituição Apostólica da Cúria Romana, a Pastor Bonus. A primeira reunião do grupo foi marcada para os dias 1 e 3 de outubro de 2013. O Papa já estava em contato com os membros desse grupo.
Juntamente com o ex-arcebispo Theodore Edgar McCarrick, em Washington, DC, O'Malley acompanhou Francisco a Cuba em 20 de setembro de 2015.
O'Malley elogiou o novo tom do papado de Francisco. Ele afirmou, no entanto, que aqueles que esperavam uma mudança na doutrina do papa sobre ética sexual como aborto, contracepção e casamento gay ficariam desapontados. Ele também indicou que a igreja não alteraria a proibição da comunhão para os divorciados se casando novamente e que ele não via justificativa teológica para fazê-lo.
Em 14 de janeiro de 2017, o Papa Francisco nomeou O'Malley para servir como membro da Congregação para a Doutrina da Fé (CDF; anteriormente, o Santo Ofício), que é por um período renovável de cinco anos.

### Visitante Apostólico em Dublin
Em junho de 2010, após o Relatório Ryan e o Relatório Murphy sobre os abusos da Igreja na Irlanda, O'Malley foi nomeado juntamente com outros para supervisionar a visita apostólica de certas dioceses e seminários na Irlanda. O'Malley foi nomeado o Visitante da Arquidiocese de Dublin e suas sufragâneas, Ferns e Ossory e Kildare e Leighlin. Ele relatava à Santa Sé quais medidas haviam sido tomadas desde que os relatórios foram divulgados e o que mais precisa acontecer.

## Visualizações

### Política de aborto
Em novembro de 2007, O'Malley disse que o Partido Democrata tem sido persistentemente hostil a grupos pró-vida e que o fato de muitos eleitores católicos apoiarem os candidatos democratas "faz fronteira com o escândalo". Em uma entrevista em novembro de 2008, ele disse que, a menos que a Igreja os excomungasse formalmente, ele não negaria a Comunhão aos políticos católicos de sua diocese que apoiam o aborto legal. Apesar das críticas de católicos conservadores, incluindo Raymond Arroyo, da Eternal Word Television Network, por sua participação no funeral do senador Ted Kennedy, apoiador de longa data do aborto legal, O'Malley ajudou na missa fúnebre e liderou uma oração. Ele pediu um diálogo político menos contencioso: "Não mudaremos os corações, afastando-nos das pessoas em seu momento de necessidade e quando elas estão sofrendo luto e perda". Ele disse que aprecia o trabalho do senador por justiça social, mas que "há uma sensação trágica de oportunidade perdida em sua falta de apoio aos nascituros".

### Conferência de Liderança de Religiosas
Em 1 de outubro de 2009, O'Malley escreveu uma carta em nome da Comissão do Clero, Vida Consagrada e Vocações da Conferência Episcopal Católica dos Estados Unidos para a Leadership Conference of Women Religious (LCWR), então sob investigação por parte da Congregação para Doutrina da Fé, elogiando uma exposição itinerante que documentou o trabalho de religiosas nos Estados Unidos. Ele escreveu que "a Igreja é grata por tudo o que suas comunidades fizeram e continuam a fazer para avançar na missão da Igreja, especialmente nas áreas de assistência médica, educação, serviços sociais e ministério pastoral, conforme destacado na exposição. "

### Políticas de abuso sexual
O'Malley resolveu 101 alegações de abuso e iniciou uma política de tolerância zero contra abuso sexual. Ele também instituiu uma das primeiras políticas abrangentes de abuso sexual na Igreja Católica Romana. Em 5 de dezembro de 2013, O'Malley anunciou uma comissão pontificamente aprovada, a Pontifícia Comissão para a Tutela dos Menores, cujo objetivo é impedir o abuso sexual de funcionários e ajudar as vítimas. Quando a Comissão foi criada em 22 de março de 2014, O'Malley foi nomeado como seu primeiro chefe. Em 2015, ele apoiou o filme Spotlight, que analisou profundamente os erros da Igreja Católica à luz dos escândalos de abuso sexual.

### Theodore Edgar McCarrick e controvérsias do St. John's Seminary
A posição de O'Malley em relação ao tratamento de abuso sexual foi questionada em julho de 2018, quando foi revelado que o cardeal negligenciou uma carta que Boniface Ramsey, um padre de Nova York, enviou a ele em 17 de junho de 2015, sobre abuso sexual cometido pelo cardeal Theodore Edgar McCarrick. Apesar de ser obrigado a impor uma política de tolerância zero em relação à denúncia de abuso sexual, O'Malley disse que a carta foi manuseada pela equipe e nunca foi encaminhada a ele.
Ramsey afirmou que havia relatado as acusações contra McCarrick a outras autoridades católicas antes de enviar sua carta a O'Malley. Durante o tempo em que a carta foi enviada, McCarrick e O'Malley estavam trabalhando com o cardeal cubano Jaime Lucas Ortega y Alamino para consertar as longas relações entre os Estados Unidos e Cuba. McCarrick também aceitou o convite de O'Malley para comparecer ao jantar de angariação de fundos "Celebração do Sacerdócio" da Arquidiocese de Boston, que ocorreu no sul de Boston em setembro de 2015.
Em 10 de agosto de 2018, surgiram alegações de má conduta sexual no Seminário de São João da Arquidiocese de Boston, em Brighton, Massachusetts. Em 15 de agosto de 2018, foi anunciado que O'Malley não compareceria ao Encontro Mundial das Famílias, realizado em Dublin, Irlanda, entre 21 e 26 de agosto, a fim de analisar essas alegações.

### Controvérsia da Caritas Christi
Em 2009, a Caritas Christi Health Care, de propriedade da Arquidiocese de Boston, propôs a contratação da Centene Corporation, uma seguradora de saúde do Missouri, para fornecer certos serviços de saúde, incluindo serviços de aborto e interrupção de gravidez, por meio de um empreendimento em conjunto chamado Celticare. O novo diretor da Caritas, Ralph de la Torre, anunciou o projeto como parte de um esforço para aliviar os problemas financeiros do sistema hospitalar enquanto estendia os serviços a populações de baixa renda e carentes. Para que a Caritas participasse do programa estadual de Massachusetts CommonwealthCare, a Caritas precisava fornecer acesso a serviços obrigatórios, incluindo alguns proibidos pelo ensino católico. Torre explicou:
Quando um paciente busca tal procedimento, os profissionais de saúde da Caritas ficam claros que (a) o hospital não os realiza e (b) o paciente deve recorrer à sua seguradora para obter mais orientações. Essa é, de fato, a prática atualmente em vigor no sistema Caritas, pois trabalhamos com outras companhias de seguros sob leis estaduais que exigem acesso a procedimentos não fornecidos no sistema Caritas.
O'Malley pediu ao National Catholic Bioethical Center para revisar a relação contratual, que os teólogos de uma pesquisa realizada pelo Boston Globe em março apoiaram por unanimidade, alegando que os hospitais católicos não participariam diretamente do aborto e o acordo permitir que a Caritas forneça serviços muito necessários aos pobres. A Liga de Ação Católica de Massachusetts criticou o acordo: "Com a Caritas Christi agora profundamente enraizada na cultura da morte, agora estamos enfrentando o fim, pelo menos em Massachusetts, da resistência médica católica ao aborto e à contracepção. Esse estado trágico é de responsabilidade pessoal do arcebispo de Boston, cardeal Sean O'Malley".
Em junho de 2009, a Caritas Christi, por insistência de O'Malley, encerrou sua propriedade parcial da Celticare. O'Malley disse:
Durante todo esse processo, nosso objetivo singular foi suprir as necessidades dos pobres e mal atendidos de uma maneira que esteja total e completamente de acordo com o ensino moral católico. Retirando-se da joint venture e servindo os pobres como provedor... mantendo o ensino moral católico o tempo todo, eles são capazes de levar adiante a missão crítica dos cuidados de saúde católicos.
Grupos ativistas pró-vida variaram em suas respostas. Alguns elogiaram a decisão de O'Malley, mas outros continuaram a objetar que a Caritas, como participante do CommonwealthCare, ainda é necessária, mesmo quando se recusa a fazer abortos, a se envolver em referências ao aborto.

### Instituições de caridade católicas e adoção gay
Massachusetts inclui orientação sexual em seu estatuto antidiscriminação desde 1989, e legalizou o casamento entre pessoas do mesmo sexo a partir de 17 de maio de 2004. Entre 1985 e 1995, a Catholic Charities of Boston, que aceitou fundos do estado em apoio de seu programa de serviços de adoção, colocou 13 crianças com casais gays em 720 adoções. O presidente da instituição de caridade católica J. Bryan Hehir explicou a prática: "Se pudéssemos projetar o sistema nós mesmos, não participaríamos da adoção de casais gays, mas não podemos. Temos que equilibrar vários bens". Em dezembro de 2005, o conselho de instituições de caridade católicas de Boston votou por unanimidade para continuar a adoção gay. Em 10 de março de 2006, depois de procurar, sem sucesso, a ajuda do governador Mitt Romney na obtenção de uma isenção do estatuto antidiscriminação do estado, O'Malley e líderes da Catholic Charities anunciaram que a agência encerraria seu trabalho de adoção a partir de 30 de junho, em vez de continuar colocar as crianças sob a tutela de casais homossexuais. Hehir disse: "Este é um dia difícil e triste para instituições de caridade católicas. Estamos adotando há mais de 100 anos".

### Racismo nos Estados Unidos
Na sequência dos Protestos antirracistas nos Estados Unidos em 2020, por conta do assassinato de George Floyd, o cardeal O'Malley pediu para que as dioceses divulgassem uma mensagem sua, em todas as paróquias onde "o racismo é definido como uma doença social e espiritual que mata pessoas". Escreve:
Como nação abolimos legalmente a escravidão, mas não enfrentamos seu legado duradouro que é a discriminação, a desigualdade e a violência. Daqui para frente, a realidade do racismo em nossa sociedade e o imperativo moral da igualdade racial e justiça devem ser incorporados em nossas escolas, nosso ensino e nossa pregação. Devemos trabalhar para igual dignidade e direitos humanos em todas as instituições da nossa sociedade, na política, no direito, na economia, na educação.

## Honras
- Comandante da Ordem do Infante D. Henrique, Portugal (7 de fevereiro de 1985) [53]
- Grã-Cruz da Ordem do Infante D. Henrique, Portugal (28 de junho de 2016) [53]